# Bestuurlijke indeling van Kerala

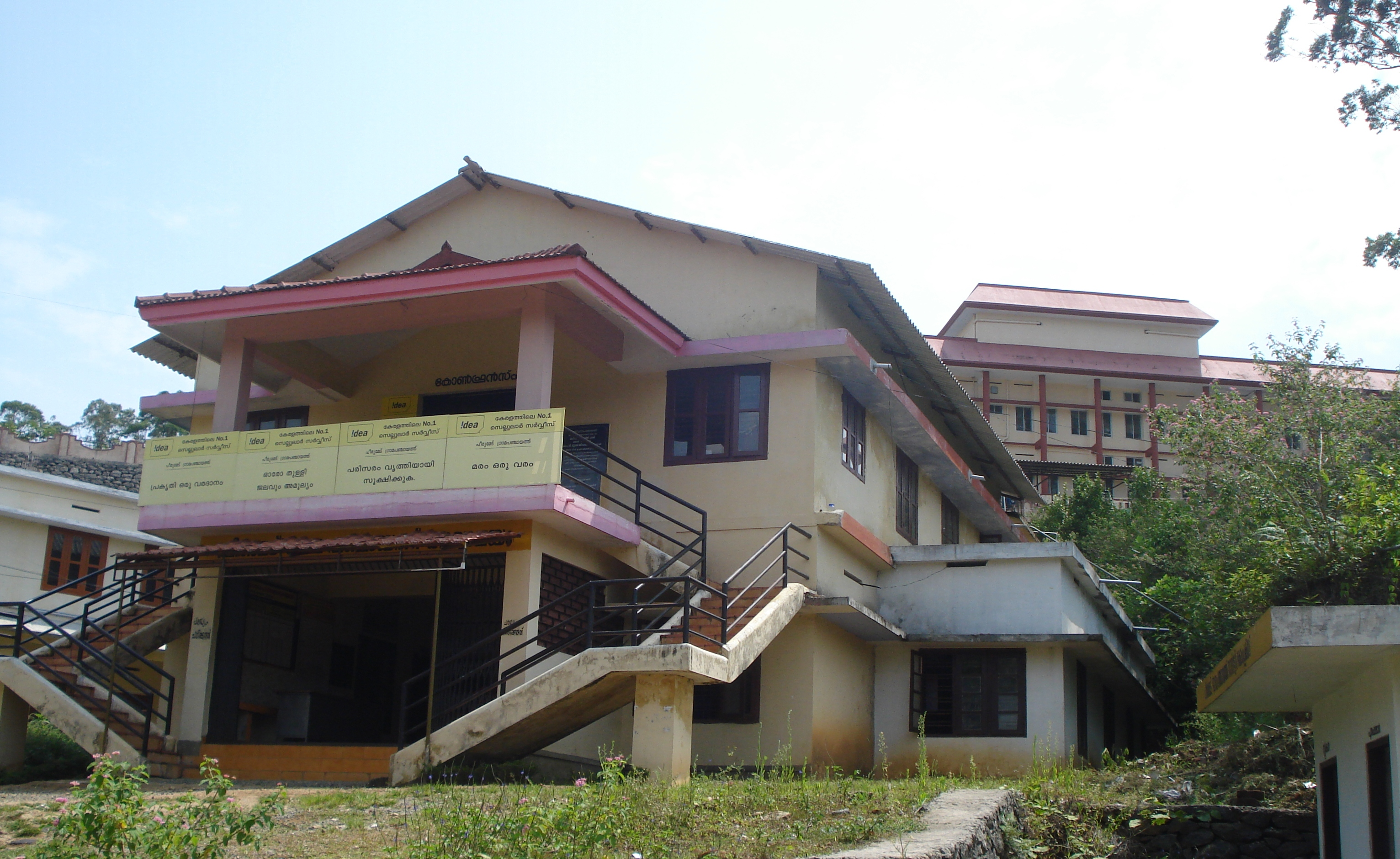
Panchayat kantoor van Peermade, een bergdorp in Idukki

De bestuurlijke indeling van Kerala bestaat uit twee parallelle structuren met ieder een eigen doel. Een indeling in districten, taluks en 'villages' is bedoeld voor onder andere de belastinginning. Hiertoe worden de steden ook verdeeld in 'villages'. Een andere indeling in districten, 'blocks' en grama panchayats of dorpsraden is bedoeld voor lokaal zelfbestuur op het platteland. Kleinere steden zijn 'municipalities', grotere steden zijn 'municipal corporations', beide met een soortgelijke gelaagde structuur. De stedelijke gebieden zijn deels onafhankelijk van de districten waar ze in liggen.
Deze bestuurlijke indeling is voorgeschreven in de grondwet voor India, en wordt gevolgd door staten als Kerala. Ieder dorp en iedere stadswijk is in beide structuren vertegenwoordigd. De indeling van de staat Kerala in districten is gelijk gekozen voor beide. De raden of 'panchayats' van de blocks en grama zijn verkozen. Dit geldt niet voor de taluks voor de inning van belasting.
In totaal zijn er in Kerala in 2015 14 districten, 152 landelijke blocks, 87 municipalities, en 6 municipal corporations. De 152 blocks zijn weer verdeeld in totaal 941 grama panchayats. Verder zijn er in 2014-15 75 taluks verdeeld in 1664 villages. Soms wordt een groep van dorpen als een enkele village aangeduid.

## Voorbeelden in het district Kollam
Als illustratie van de naamgevingen hier een drietal voorbeelden in het district Kollam, voor het gebied rond het dorp Eroor ('village'), de kleine stad Karunagappally ('municipality') en de grotere stad Kollam zelf ('corporation'). Alle drie zijn ze ingepast in de structuur voor de belasting en de structuur voor het zelfbestuur. De tabel hieronder geeft voor de namen van de verschillende niveaus in beide structuren, met als voorbeeld de namen voor die niveaus voor Enoor, Karunagappally en de stad Kollam.
| Niveau                          | Niveaunaam voor belasting | Gebiedsnaam voor belasting         | Niveaunaam voor bestuur | Gebiedsnaam voor bestuur |
| ------------------------------- | ------------------------- | ---------------------------------- | ----------------------- | ------------------------ |
| 1                               | unie                      | India                              | unie                    | India                    |
| 2                               | staat                     | Kerala                             | staat                   | Kerala                   |
| Landelijk gebied rond Eroor     |                           |                                    |                         |                          |
| 3                               | district                  | Kollam                             | district                | Kollam                   |
| 4                               | taluk                     | Punalur                            | block                   | I Anchal Block           |
| 5                               | village                   | 9. Eroor                           | panchayat               | 2. Eroor                 |
| Municipality van Karunagappally |                           |                                    |                         |                          |
| 3                               | district                  | Kollam                             | district                | Kollam                   |
| 4                               | taluk                     | Karunagappally                     | municipality            | Karunagappally           |
| 5                               | village                   | 4. Karunagappally                  | geen verder niveau      |                          |
| Corporation van Kollam          |                           |                                    |                         |                          |
| 3                               | district                  | Kollam                             | district                | Kollam                   |
| 4                               | taluk                     | Kollam                             | corporation             | Kollam                   |
| 5                               | village                   | 29. Kollam East en 30. Kollam West | geen verder niveau      |                          |

## Historie en taken taluks
De structuur van taluks en villages was al onderdeel van de regio Malabar en de prinsdommen van Travancore en Cochin voor deze opgingen in de staat Kerala in 1956. De verschillende wetboeken zijn daarna opgegaan in nieuwe uniforme wetgeving. De taluks zijn in Kerala verantwoordelijk voor onder andere belastinginning, het bijhouden van het landkadaster, het beheer van land en grondstoffen, het kiesregister, en in het algemeen het uitvoeren van de wetten waar het staatsniveau voor verantwoordelijk is. De taluks worden geleid door de Tahsildar.

## Historie en taken panchayats
Ook de panchayats hebben een lange historie, al vanaf de tijd dat het gebied dat nu Kerala is nog onderdeel was van Tamizhakam (Tamilland). Na het begin van de onafhankelijkheid van India in 1947 werden ze een belangrijk voertuig van de maatschappelijke inrichting. De laatste herziening in het 73ste amendement van 1992 legde opnieuw de uitvoering van de verkiezingen vast, en de invoering van de blokken  tussen de panchayats en de districten waar de stap daartussen te groot was. De taakverdeling tussen panchayats, blocks en districten is door de staat Kerala zelf bij wet vastgelegd, zoals de grondwet voorschrijft. De taakverdeling is vastgelegd in lijsten die 'schedules' heten, zodat ze eenvoudig veranderd kunnen worden.

## Historie en taken municipalities
Toegevoegd aan de grondwet werd ook in 1992 het 74ste amendement. Hierin werd voor stedelijke gebieden een soortgelijk systeem van lokaal zelfbestuur vastgelegd, in municipalities voor kleine stedelijke gebieden en municipal corporations voor grotere stedelijke gebieden. De geschiedenis van wetgeving voor stedelijke gebieden in India gaat terug tot Section 158 van de Charter Act of 1793 voor de steden Madras (nu Chennai), Calcutta (Kolkata) and Bombay (Mumbai). In het nieuwe grondwetsartikel werden ook Nagar Panchayat ingesteld voor gebieden die de overgang maken van landelijk naar stedelijk. Voor Kerala is de uitvoering vastgelegd in de Kerala Municipality Act 1994, als vervanger van de Kerala Municipalities Act, 1960. In artikel 4.1.a van wet uit 1994 staat de uitleg over de Nagar Panchayat. De taken van de municipalities, municipal corporations en Nagar Panchayat zijn weer beschreven in lijsten of 'schedules' in de wet.

## Samenwerking voor ruimtelijke ordening
Zowel de panchayats op het platteland als de stedelijke municipalities en municipal corporations zijn verantwoordelijk voor de lokale ruimtelijke ordening. Voor de integratie van de ruimtelijke ordening in het grotere gebied is het instellen verplicht van een District Planning Committee per district, en een Metropolitan Planning Committee voor de grotere stedelijke gebieden.